# Гекаэрг
Гекаэрг (др.-греч. Ἑκάεργος «далеко стреляющий») — эпитет Аполлона, а также имя героя. По одному рассказу, Гекаэрг и Опид пришли на Делос от гипербореев и, согласно псевдоплатоновскому диалогу «Аксиох», вывезли из Гипербореи две медные таблички, где изложены сведения о судьбе душ после смерти и которое маг Гобрий пересказал Сократу. По другим авторам, Опид и Гекаэрг — воспитатели Аполлона и Артемиды, а затем их жрецы.